# Gemeentearchief Helmond
Het gemeentearchief Helmond is de voormalige gemeentelijke archiefdienst van de Nederlandse gemeente Helmond. Deze archiefdienst was achtereenvolgens gevestigd in het Kasteel-raadhuis, de voormalige Nederlands Hervormde kerk aan de Kerkstraat/Wiel te Helmond en van 1983 tot 1 juli 2007 in het voormalig onderkomen van de Gemeentelijke Sociale Dienst, oorspronkelijk gebouwd als Marechausseekazerne, aan de Molenstraat. Ook de archieven van de voormalige gemeente Stiphout werden hier bewaard.
Het gemeentearchief ging per 1 januari 2003 op in het Regionaal Historisch Centrum Eindhoven. In eerste instantie werden de archieven van het gemeentearchief en het Streekarchivariaat Peelland op een dependance van het RHC in Helmond ondergebracht onder de naam Historisch Informatiecentrum Helmond, doch enkele jaren later werd deze dependance opgeheven. Alle archieven verhuisden toen naar Eindhoven.